# Compagnie Air Transport

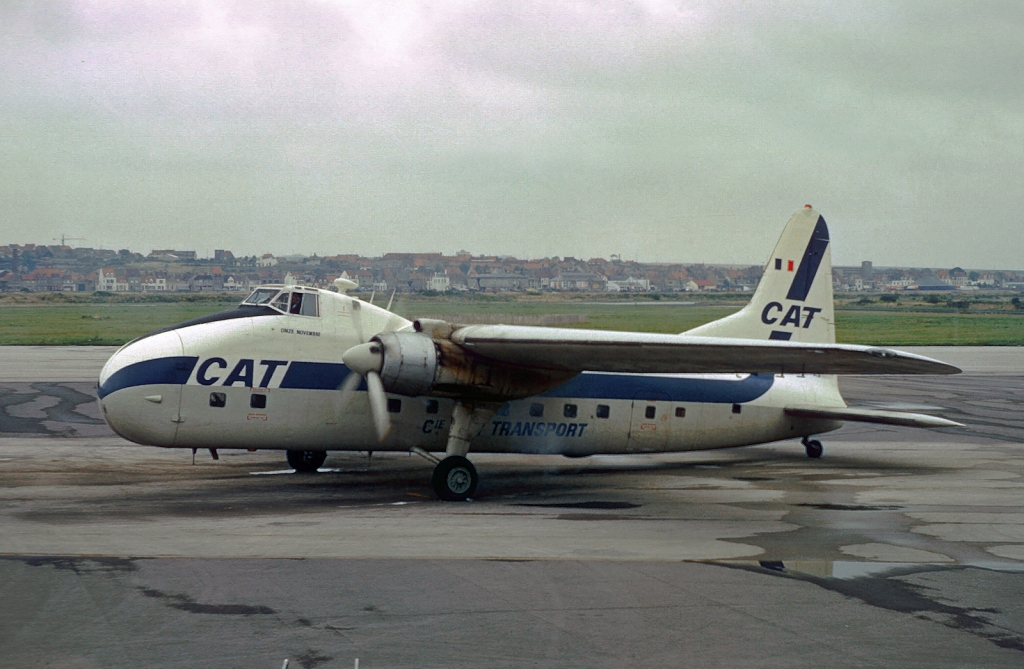
Un Superfreighter à l'aéroport du Touquet-Paris-Plage en 1969.

Compagnie Air Transport - CAT (également Cie. Air Transport) est une compagnie aérienne française basée à Paris.

## Histoire
La Compagnie Air Transport - CAT est fondée en 1946 jusqu'à sa dissolution définitive en 1970, elle est basée à Paris.
Trois périodes d'activité peuvent être distinguées :

### Période 1946-1951
Au départ, CAT utilise principalement l’aéroport de Caen-Carpiquet. Air France y prend une participation. La CAT travaille avec la Compagnie Générale Trans-Saharienne (CGTS), fondée en 1935 en Algérie qui dessert principalement les liaisons Alger - Colomb-Béchar - Gao - Niamey - Bako. La CGTS a été intégrée à CAT en 1948 ou 1949.
Plusieurs avions, dont au moins trois Bristol Freighter 170, sont loués ou exploités temporairement par la Société indochinoise de transports aériens (SITA) en Indochine française.
Le 12 octobre 1951, la CAT cesse ses opérations. Parmi les appareils restants, un Douglas DC-3 et un Bristol 170 Freighter sont repris par Air France,.

### Période 1952-1953
En mai 1952, l'activité de CAT redémarre. On utilise des avions moyen-courriers quadrimoteurs de type Sud-Est SE.161 Languedoc, qui ont été utilisés par Air France, ainsi que trois Douglas DC-3 et Douglas DC-4 chacun. En tant que bases principales, CAT utilise les aéroports du Touquet-Paris-Plage et de Paris-Orly.
Le 23 mai 1953, fusion réussie de CAT avec la Compagnie Générale des Transports Aériens (CGTA), également créée en 1946, et qui donne la Compagnie Générale des Transports Aériens Air Algérie (CGTA-AA) et qui deviendra, lors de l'indépendance de l'Algérie en 1962, la compagnie aérienne Air Algérie.

### Période 1956-1970

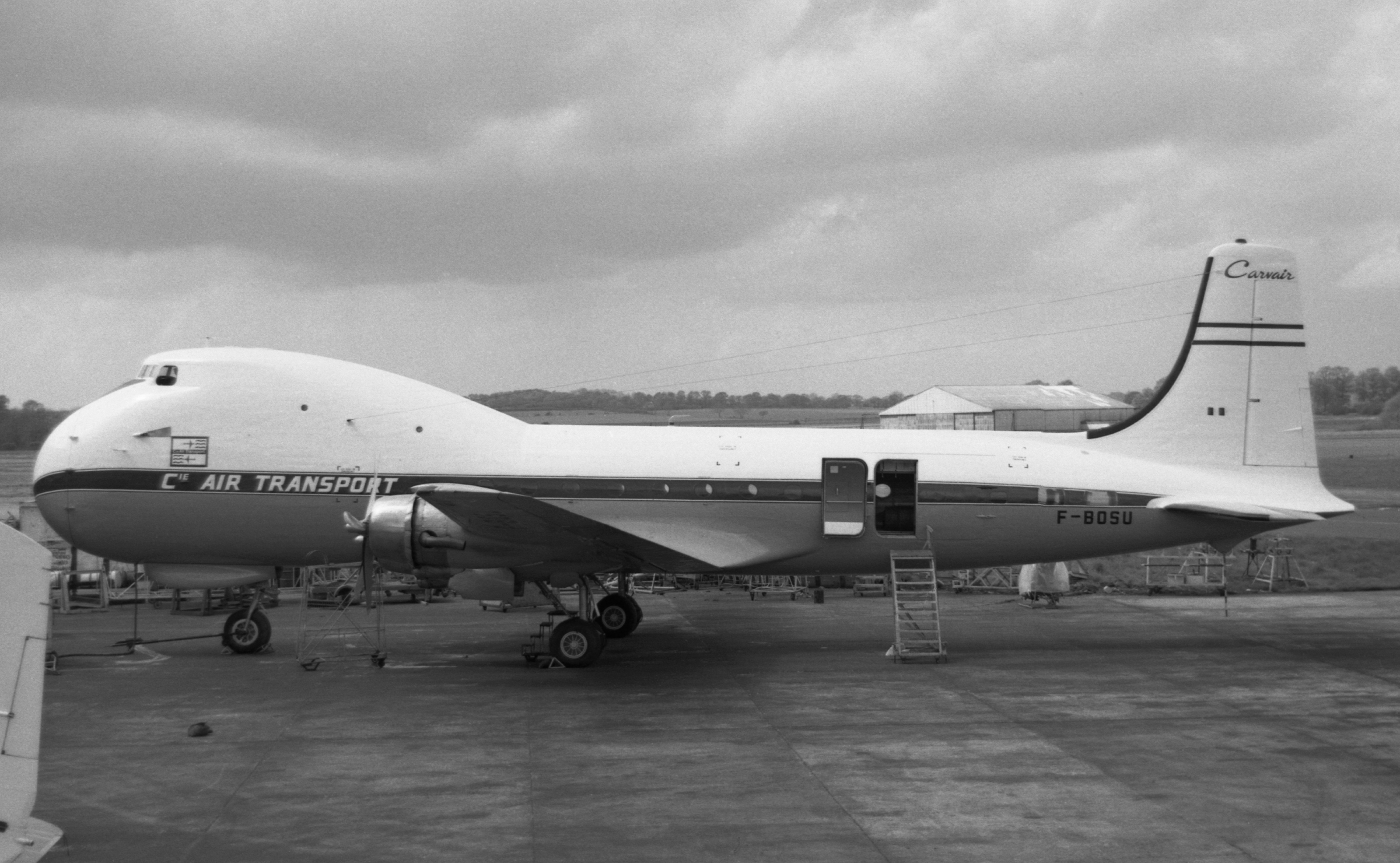
Un ATL-98 Carvair F-BOSU de CAT, à l'aéroport de Londres Southend en 1967.

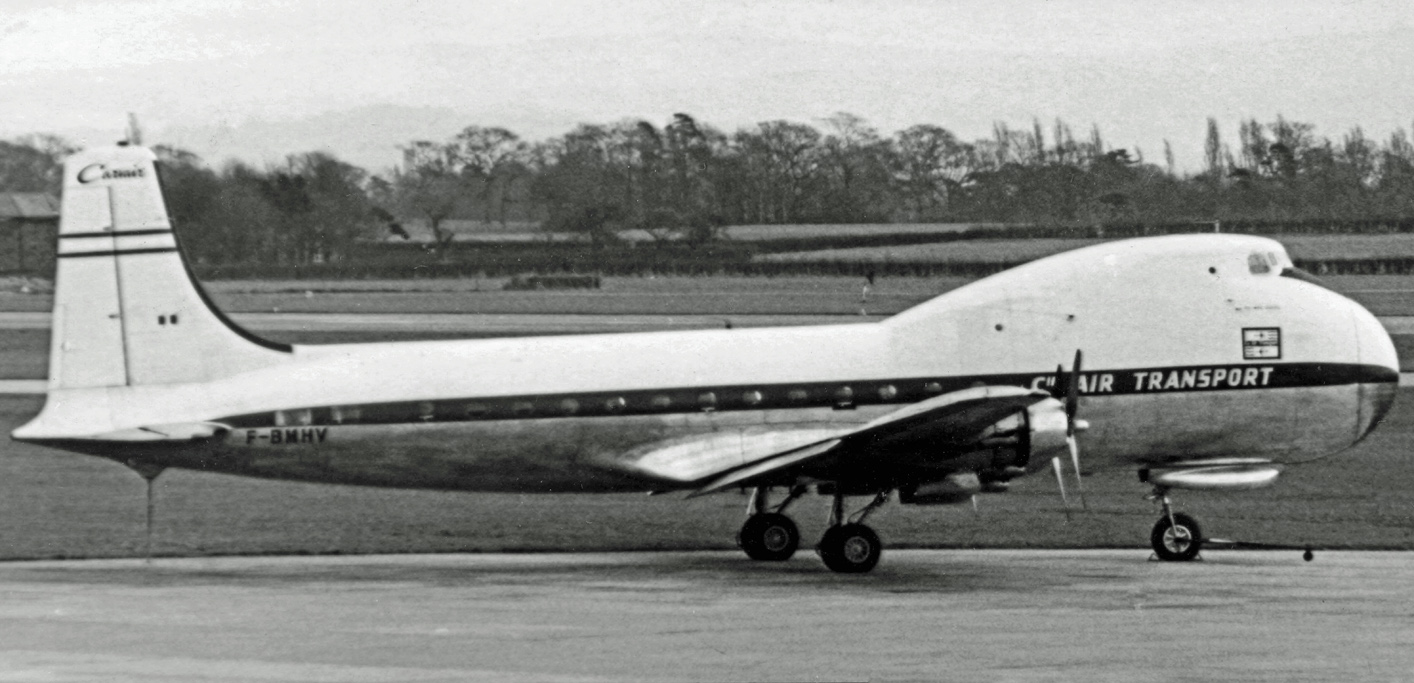
Un ATL-98 Carvair F-BMHV à l'aéroport de Manchester en 1967.

La société nationale des chemins de fer français et sa compagnie de ferry-boat, relancent Compagnie Air Transport. Depuis les aéroports du Touquet-Paris-Plage et de Nîmes-Garons  en 1957, un premier Bristol 170 recommence les opérations aériennes. Le 6 février 1957 , la Silver City Airways rachète le Bristol 170 et l'utilise dans la traversée de la Manche pour le transport de voitures particulières.
Le 4 novembre 1958, l'avion connaît un problème à l'atterrissage mais personne n'est blessé. Ensuite, l'activité de la CAT ne reprend qu'en 1961, toujours en coopération avec Silver City Airways, elle rachète, à partir d'avril 1961, plusieurs Bristol Superfreighter et deux ATL-98,. Deux autres ATL-98 sont achetés à Interocéan Airways, une entreprise basée au Luxembourg.
La coopération avec Silver City Airways est également  poursuivie après leur association avec British United Air Ferries (BUAF), qui est, par la suite, renommée British Air Ferries (BAF).
En 1970, la société Compagnie Air Transport cesse définitivement ses activités.

## Destinations
Dans les premières années, outre les vols charters, des services réguliers réguliers sont exploités en Afrique du Nord, ainsi que de Caen à Paris, Lille et Londres, auxquelles les lignes Lille-Manchester et Deauville- Londres se joignent rapidement. À partir de janvier 1949, un vol quotidien est organisé entre Caen et Bovingdon. Environ cinq tonnes de camembert sont transportées pour le compte de l'Association française pour l'exportation de ce fromage. En plaisantant, cette opération est qualifiée de « pont aérien du camembert ». En 1949, des vols ont été effectués de la France vers Alger, Casablanca, Oran et Tunis, transportant principalement des machines-outils, des automobiles, des textiles, des fruits et des légumes. Sur le trajet Marseille-Tunis, les passagers sont transportés à plus grande échelle.
À partir de 1962, les liaisons du Touquet-Paris-Plage et de Calais à Lydd Ferryfield et de Cherbourg à Bournemouth sont  effectuées, principalement en tant que service de ferry aérien pour la traversée la Manche. Avec des Bristol 170, par exemple, en 1964, en coopération avec la BUAF, un service de ferry aérien très fréquenté a été mis en place. Outre Le Touquet-Paris-Plage, les vols au départ d'Ostende, Calais, Deauville, Cherbourg et Dinard étaient également disponibles, de là, ils prennent les destinations suivantes au Royaume-Uni, Lydd, Southend et Bournemouth-Hurn. Les îles Anglo-Normandes Guernesey et Jersey sont également desservies ainsi que Bournemouth.
Pendant les mois d'été, de 1964 à 1968, CAT exploite également un service de ferry aérien, transportant des voitures, vers la Corse, en proposant des vols au départ de Nîmes-Garons et de Nice vers Bastia , Ajaccio et Calvi .

## Flotte

### Flotte en service
Lors de la cessation en 1970, CAT possède la flotte de suivante :
- 3 ATL-98 ;
- 3 Bristol Superfreighter.

### Avion utilisé

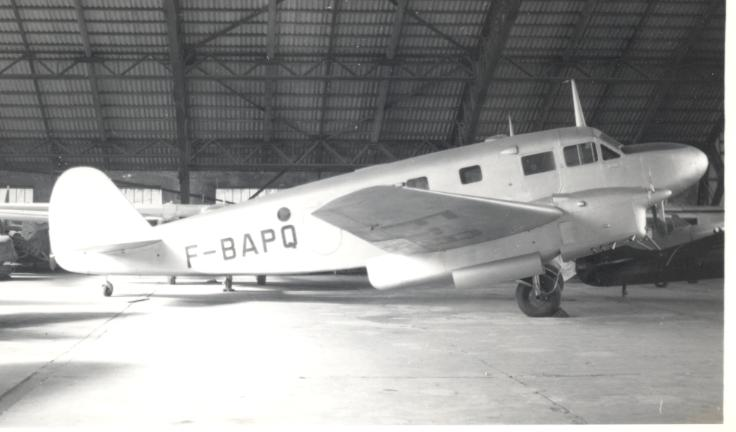
Un Caudron C.449 Goéland.

Après cette période d'activité, CAT utilise les avions suivants ,:

#### Période 1946-1951
- 4  Beechcraft 18
- 6 Bristol 170 Mk.21
- 5 Caudron C.449 Goéland
- 3 Douglas DC-3
- 3 Fiat G.212
- 1 Nord 1203 Norecrin

#### Période 1952-1953
- 3 Douglas DC-3
- 3 Douglas DC-4
- 2 Sud-Est SE.161 Languedoc

#### Période 1956-1970
- 1 Bristol 170 Mk.21
- 6 Bristol Superfreighter
- 4 ATL-98

## Incidents et accidents
De 1948 à la cessation en 1970 a été observée, chez CAT, cinq pertes totales d'avions, où 40 personnes ont été tuées :
- Le 11 avril 1948, un Bristol 170 Mk.21 (F-BENG) après avoir décollé de l'aéroport de Gibraltar en vol cargo vers Casablanca via Algésiras s'abîme dans les montagnes. Les pilotes n’avaient pas effectué le virage à gauche prescrit immédiatement après le départ, mais avaient continué à voler droit devant eux jusqu’à ce qu’ils heurtent le sol à une hauteur d’environ 800 m. Les trois membres de l'équipage ont été tués[17],[18] ;
- Le 29 juillet 1950, un Bristol 170 Mk.21 (F-BENF) s'est écrasé lors du vol entre l'aéroport d'Alger et Gao (Mali) dans la région de Tanezrouft (Mali). Les causes possibles sont supposées être une explosion dans le réservoir de carburant de l'aile droite ou sa rupture due à la fatigue des rivets utilisés. Les 4 membres d'équipage et 22 passagers ont été tués[19],[20] ;
- Le 4 novembre 1958, un Bristol 170 Mk.21 (F-BHVB) heurte un obstacle à l'approche de l'aéroport du Touquet-Paris-Plage. Les dommages qui en ont résulté ont provoqué un crash de l'avion à l'atterrissage. Personne n'a été blessé[21],[22] ;
- Le 8 mars 1967, un ATL-98 de la CAT(F-BMHU) s’écrase sur un pont routier après son décollage de l’ aéroport de Karachi , détruisant des pousse-pousse et un camion. La masse au décollage de l'avion était trop élevée pour les conditions météorologiques du moment. Quatre des six membres de l'équipage et sept personnes au sol ont été tués[23],[24] ;
- Le 11 juillet 1969, un Bristol 170 Mk.32 (F-BLHH) stationné à l’aéroport du Touquet-Paris-Plage a été percuté par une pelleteuse et a été tellement endommagé que l'avion a été déclaré inutilisable. Personne n'a été blessé[25],[26].